# Boris Balant (umetnik)
Boris Balant, slovenski umetnik, * 3. marec 1963, Spodnja Idrija.
Boris Balant je študiral na Akademiji za likovno umetnost v Ljubljani na oddelku za oblikovanje. V letu 1994 je sodeloval z dizajn studijem Novi Kolektivizem pod psevdonimom »S of the N«. Leta 1995 je z oblikovalko Leno Pislak ustanovil podjetje za dizajn LUKS STUDIO. V devedesetih letih dvajsetega stoletja se je v celoti posvetil grafičnemu dizajnu. Njegovi izdelki so z ultramodernistično logiko izražali visokoprofilirano produkcijo. Med drugim je oblikoval revijo Ars Vivendi. Na začetku prvega desetletja trejega tisočletja je s supramodernistično logiko začel strukturirati informacijski in korporaciski dizajn ter začel razvijati blagovne znamke. Zgradil je eno najuspešnejših blagovnih znamk v tranzicijski Evropi v polju mobilne telefonije - Mobitel. 
Svetovna avtoriteta v grafičnem in korporacijskem dizajnu, revija Grafis je leta 2003 LUKS STUDIO uvrstila v svoj izbor najboljšega svetovnega dizajna. 

Od leta 2009 deluje samostojno kot “atelje.Balant”.
1. ↑  https://european-art.net/person/redirect?i=7&p=2387